# Bezirk Blenio
Der Bezirk Blenio (ital. Distretto di Blenio, ehem. Landvogtei Bollenz) ist ein Bezirk des Schweizer Kantons Tessin. Hauptort ist Acquarossa. Der Bezirk gliedert sich in die drei Kreise (circoli)
- Acquarossa
- Malvaglia
- Olivone,

welche je eine Gemeinde umfassen.
| Wappen     | Name der Gemeinde | Einwohner (31. Dezember 2023) | Fläche in km² | Einw. pro km² | Kreis      |
| ---------- | ----------------- | ----------------------------- | ------------- | ------------- | ---------- |
| Acquarossa | Acquarossa        | 1823                          | 61,78         | 30            | Acquarossa |
| Serravalle | Serravalle        | 2066                          | 96,80         | 21            | Malvaglia  |
| Blenio     | Blenio            | 1706                          | 202,00        | 8             | Olivone    |
| Total (3)  | Total (3)         | 5595                          | 360,58        | 16            | (3)        |

## Veränderungen im Gemeindebestand

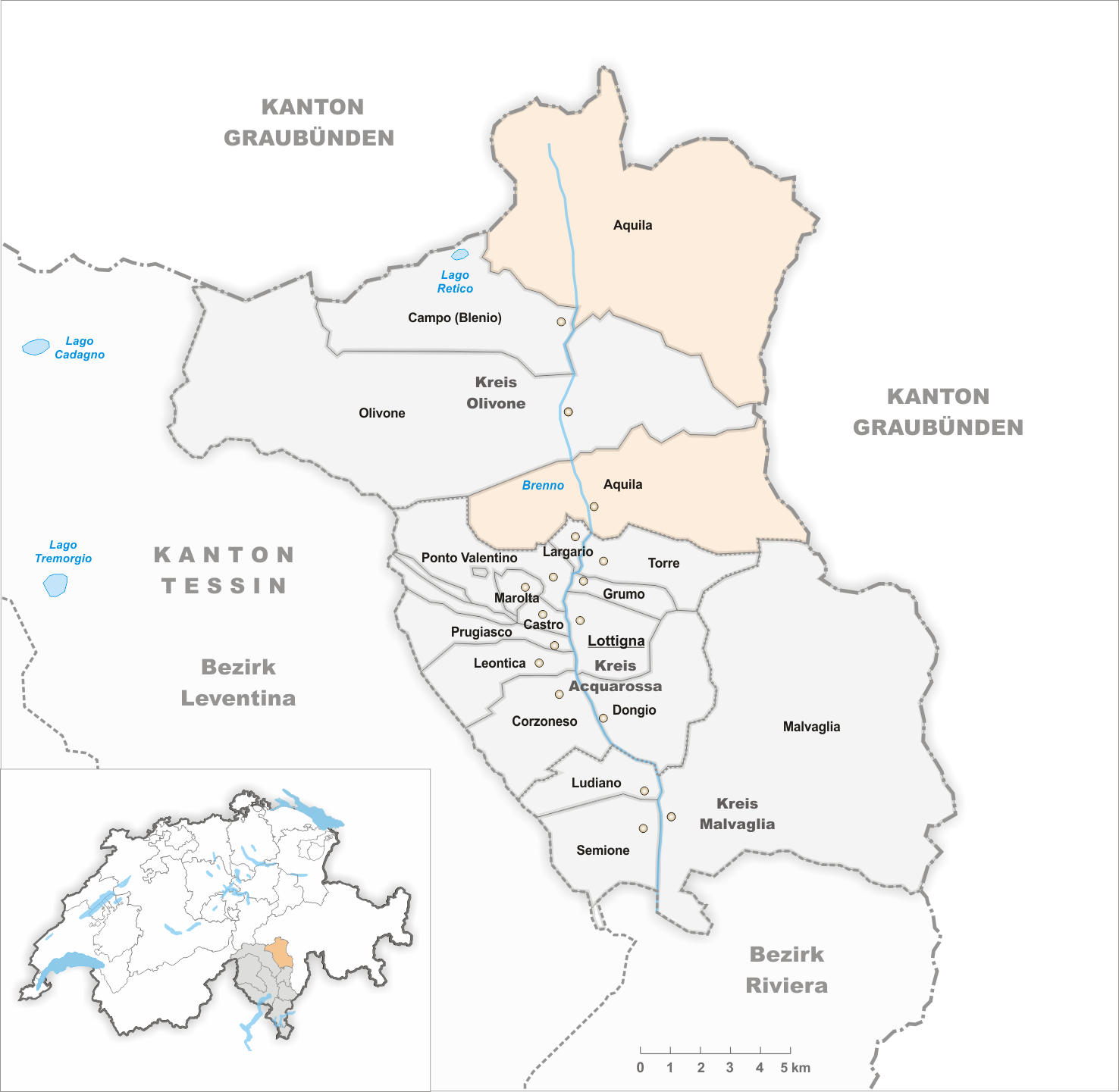
Gemeinden bis 1852
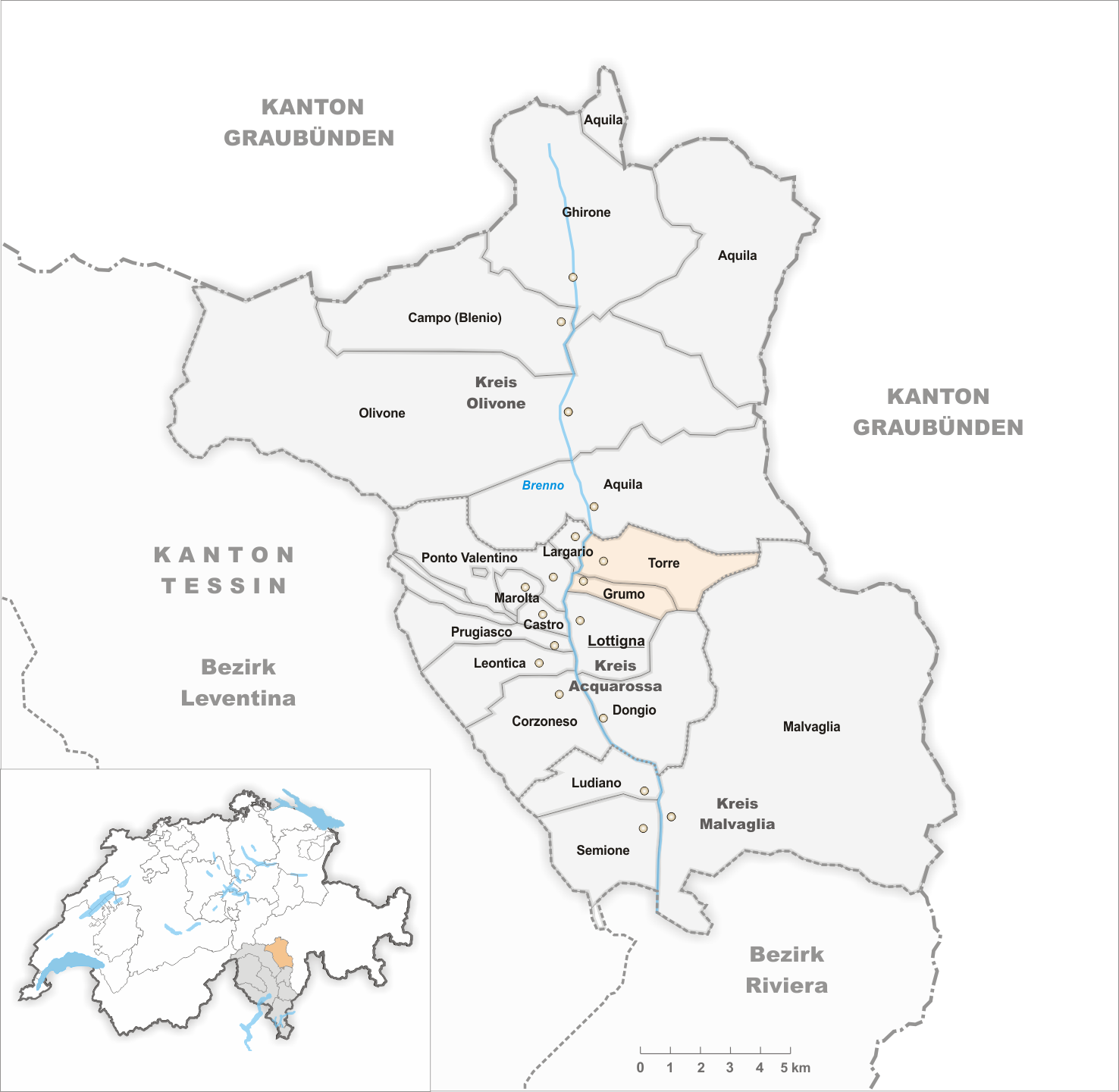
Gemeinden bis 1927
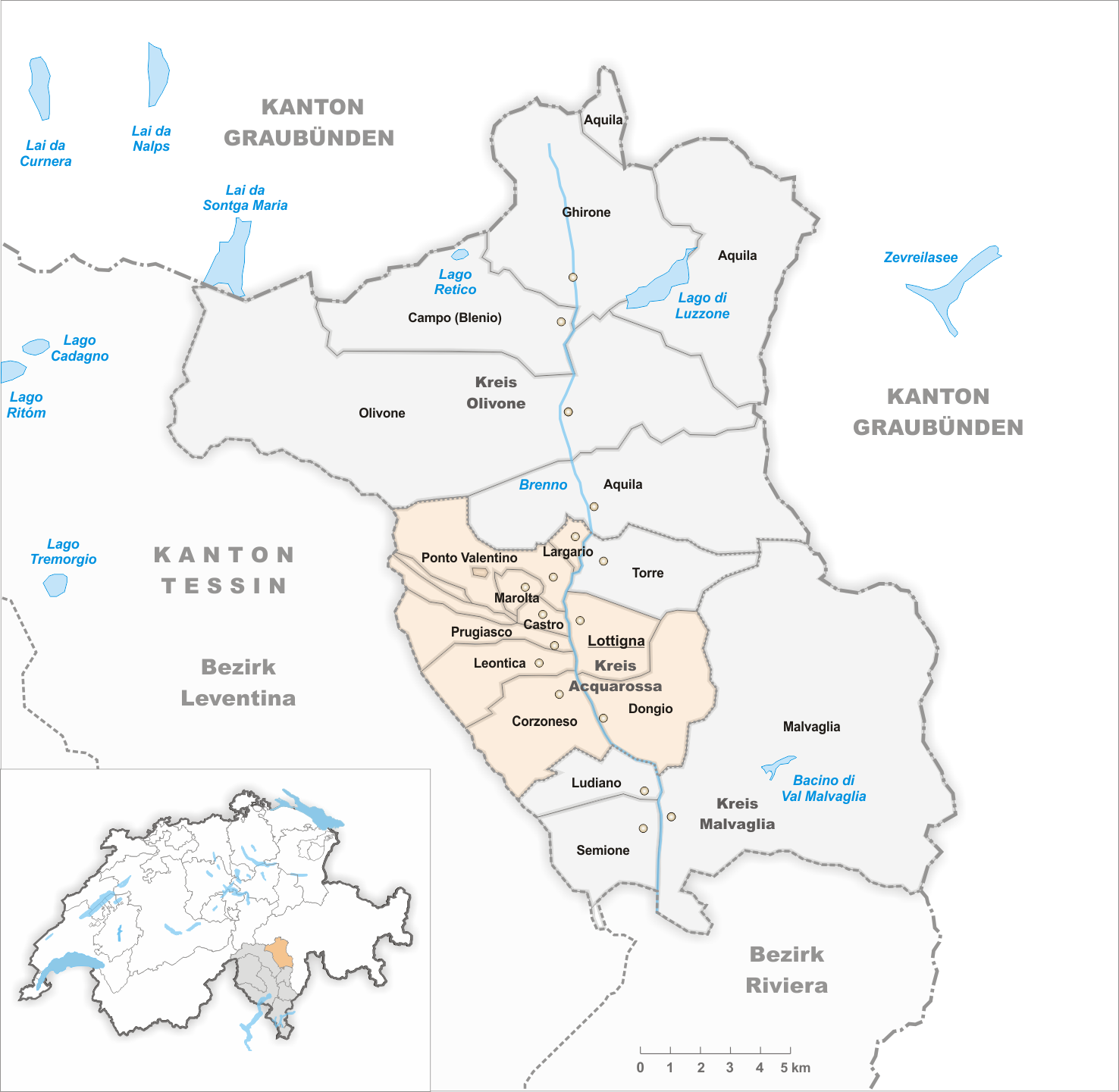
Gemeinden bis 2004
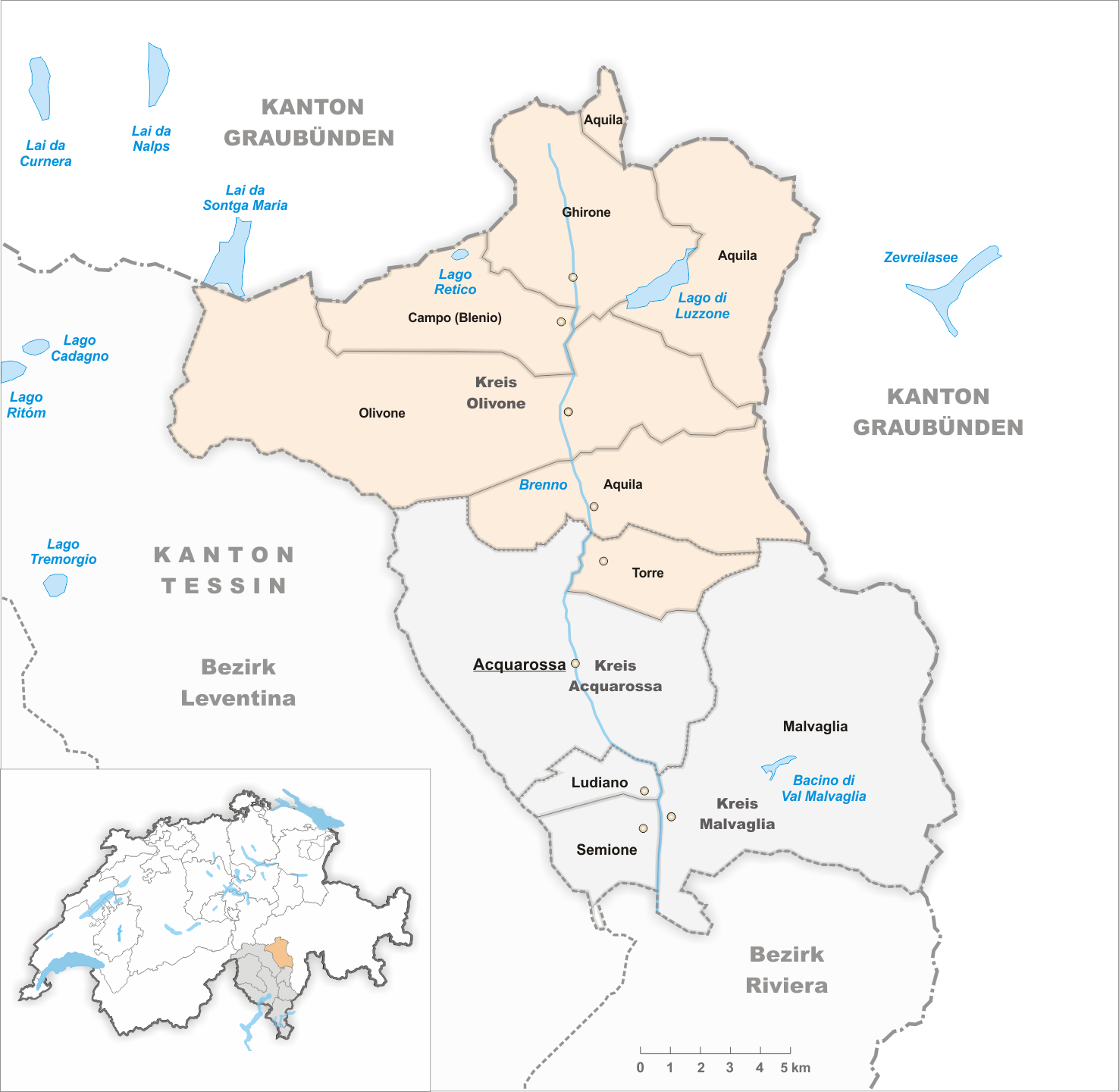
Gemeinden bis 2006
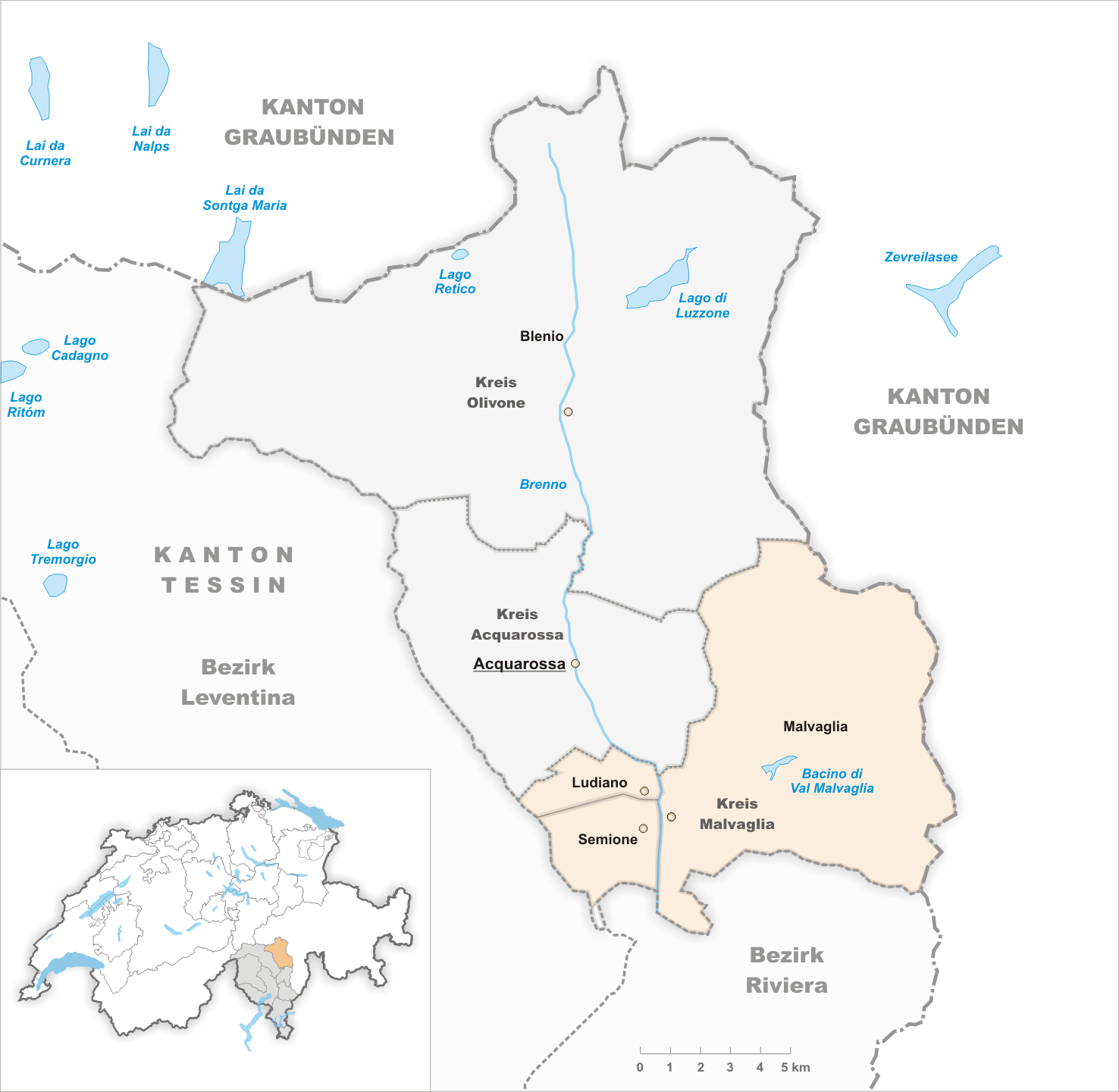
Gemeinden bis 2012

- 1836: Fusion Buttino und Ghirone → Ghirone

- 1853: Abspaltung von Aquila → Ghirone

- 1. Januar 1928: Fusion Grumo und Torre → Torre

- 4. April 2004: Fusion Castro, Corzoneso, Dongio, Largario, Leontica, Lottigna, Marolta, Ponto Valentino und Prugiasco → Acquarossa

- 22. Oktober 2006: Fusion Aquila, Campo (Blenio), Ghirone, Olivone und Torre  → Blenio

- 1. April 2012: Fusion Ludiano, Malvaglia und Semione  → Serravalle